# John S. Waugh

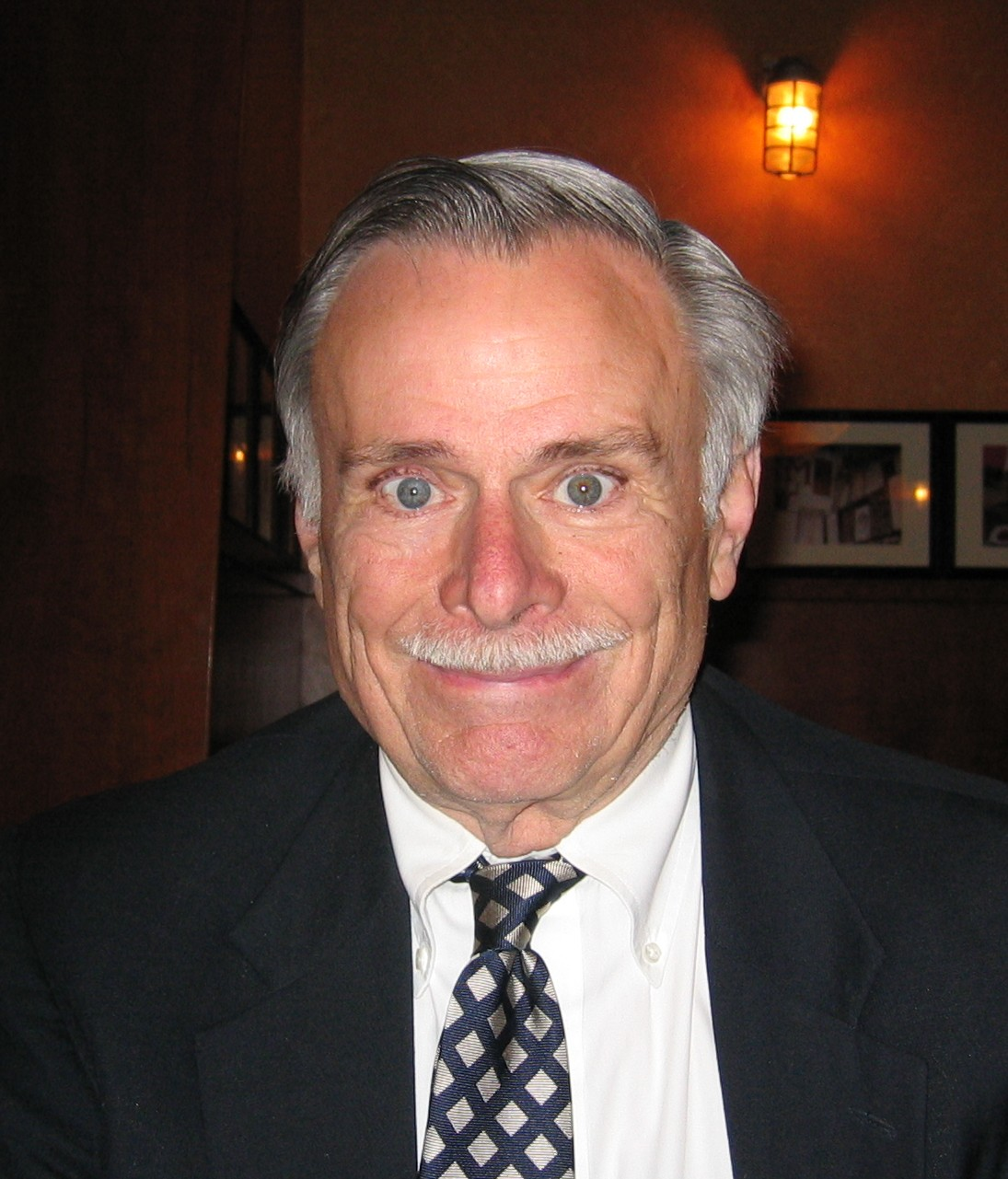
John S. Waugh

John Stewart Waugh (* 25. April 1929 in Willimantic, Connecticut; † 22. August 2014) war ein US-amerikanischer Chemiker. Er war ein Pionier in der Kernspinresonanzspektroskopie (NMR-Spektroskopie) und ermöglichte mit anderen deren Erweiterung von Flüssigkeiten auf Festkörper. Dabei arbeitete er sowohl theoretisch als auch experimentell.

## Leben
Waugh studierte am Dartmouth College (Bachelorabschluss 1949) und am Caltech, wo er 1953 bei Don M. Yost promoviert wurde. Er war zuletzt emeritierter Professor am Massachusetts Institute of Technology. Dort stieg er von 1953 bis 1973 vom Instructor zum Professor (A. A. Noyes Professor) auf. 1958 wurde er Sloan Research Fellow.
1976 erhielt er den Irving Langmuir Award, 1983/84 erhielt er den Wolf-Preis in Chemie, 1984 die Pauling-Medaille und 2011 den Welch Award in Chemistry. Er war Mitglied der National Academy of Sciences (Ernennung 1974) und der American Academy of Arts and Sciences (1961). 1989 erhielt er einen Sc. D. (engl. Ehrendoktortitel) des Dartmouth College.
Er war Autor der frei erhältlichen Software ANTIOPE zur Simulation von NMR-Spektren und Dynamik.
Zu seinen Doktoranden zählte Alexander Pines.
1972 war er als Humboldt Fellow am Max-Planck-Institut für medizinische Forschung und 1953/64 als Guggenheim Fellow an der Universität Berkeley. 1962 und 1975 war er Gastwissenschaftler an der Sowjetischen Akademie der Wissenschaften. 1989 war er als Fairchild Scholar am Caltech.
Er war seit 1983 verheiratet und hatte zwei Kinder.